# Le Train bleu (ballet)
Pour les articles homonymes, voir Train bleu.
Le Train bleu est un ballet en un acte de Bronislava Nijinska, musique de Darius Milhaud, livret de Jean Cocteau, décors d'Henri Laurens, costumes de Coco Chanel. Le rideau de scène est peint d'après Deux femmes courant sur la plage, un tableau de Pablo Picasso.

## Historique
Créé par les Ballets russes de Serge de Diaghilev au Théâtre des Champs-Élysées de Paris le 20 juin 1924, il a pour interprètes principaux Bronislava Nijinska, Lydia Sokolova, Anton Dolin et Léon Wojcikowski. Le Train Bleu, critique sociale des années folles, sera assez peu apprécié du public à sa création.